# Phare de San Bernardino
Le phare de San Bernardino  est un phare situé sur l'îlot San Bernardino dans l'entrée orientale du détroit de San-Bernardino, dans la province du Samar du Nord, aux Philippines. 
Ce phare géré par le Maritime Safety Services Command (MSSC) , service de la Garde côtière des Philippines (Philippine Coast Guard ).

## Histoire
Le détroit de San Bernardino est un chenal qui sépare la péninsule de Bicol sur l'île de Luçon et l'île de Samar. C'est le passage de la mer de Samar à la mer des Philippines.
La construction  du phare sur l'îlot de San Bernardino a commencé en 1891 et a été allumé en décembre 1896. Il a été conçu par Guillermo Brockman, le même architecte qui a conçu le phare de Capul.  La construction de la station est restée inachevée à la fin de la colonisation espagnole et elle a été poursuivie pendant l'occupation américaine aux Philippines. Anciennement sous la juridiction du gouvernement provincial de Sorsogon, l'îlot est maintenant sous la juridiction de la province de Samar du Nord.

## Phare actuel
Le phare est une petite tour circulaire en pierre de granit avec une galerie, supportant une autre tourelle octogonale en maçonnerie, avec galerie et sans lanterne. Le phare, de 12 m, est peint en blanc. Il est érigé à côté des ruines des maisons de gardien d'un étage.
Le feu émet, à une hauteur focale de 41 m, un éclat blanc toutes les 10 secondes. Sa portée n'est pas connue. Il marque le passage entre les îles de Luçon et de Samar.
La lanterne originale et la lentille de Fresnel de 3e  ont été enlevées à la fin des années 1990. Elles ont été remplacées par une lumière directement en terrasse sur un petit mât.

Identifiant : ARLHS : PHI-052 ; PCG-.... - Amirauté : F2488 - NGA : 14148 .
|                                                        |
| Localisation de Biri et San Bernardino (Samar du Nord) |

### Lien connexe
- Liste des phares aux Philippines